# Чемпионат Европы по летнему биатлону 2006

Эмблема турнира

Открытый чемпионат Европы по летнему биатлону 2006 прошёл в латвийском Цесисе с 8 по 13 августа 2006 года. Было разыграно 10 комплектов медалей (5 — взрослые и 5 — юниоры).

## Расписание
| Дата            | Время (UTC+3) | Гонка                              | Категория участников |
| --------------- | ------------- | ---------------------------------- | -------------------- |
| 11 августа 2006 | 11:00:00      | Спринт 4 км, мужчины               | взрослые             |
| 11 августа 2006 | 11:17:00      | Спринт 4 км, мужчины               | юниоры               |
| 11 августа 2006 | ?             | Спринт 3 км, женщины               | взрослые             |
| 11 августа 2006 | ?             | Спринт 3 км, женщины               | юниоры               |
| 12 августа 2006 | 10:00:00      | Масс-старт 6 км, мужчины           | взрослые             |
| 12 августа 2006 | 10:45:00      | Масс-старт 6 км, мужчины           | юниоры               |
| 12 августа 2006 | 13:10:00      | Масс-старт 5 км, женщины           | взрослые             |
| 12 августа 2006 | 13:55:00      | Масс-старт 5 км, женщины           | юниоры               |
| 13 августа 2006 | 10:00:00      | Смешанная эстафета 2×3 км + 2×4 км | взрослые             |
| 13 августа 2006 | 10:00:00      | Смешанная эстафета 2×3 км + 2×4 км | юниоры               |

## Призёры

### Взрослые
| Гонка:                                                      | Золото:                                                                         | Время                           | Серебро:                                                                   | Время                           | Бронза:                                                                   | Время                           |
| Спринт, 4 км мужчины 11 августа 2006 Протокол               | Алексей Ковязин · Россия                                                        | 16.05,9 (1+1)                   | Анатолий Карпов · Россия                                                   | +8,1 (1+1)                      | Виталий Кабардин · Россия                                                 | +8,6 (2+1)                      |
| Масс-старт, 6 км мужчины 12 августа 2006 Протокол           | Алексей Ковязин · Россия                                                        | 26.12,2 (0+1+1+1)               | Роман Федорищев · Россия                                                   | +9,2 (1+0+0+1)                  | Эдгарс Пиксонс · Латвия                                                   | +53,2 (0+3+1+2)                 |
| Спринт, 3 км женщины 11 августа 2006 Протокол               | Надежда Старик · Россия                                                         | 14.09,8 (2+0)                   | Павла Матьясова · Чехия                                                    | +33,1 (1+2)                     | Евгения Михайлова · Россия                                                | +42,8 (1+2)                     |
| Масс-старт, 5 км женщины 12 августа 2006 Протокол           | Евгения Михайлова · Россия                                                      | 26.02,4 (2+0+1+1)               | Надежда Старик · Россия                                                    | +21,3 (1+1+2+2)                 | Наталья Соловьёва · Россия                                                | +1.29,3 (3+2+2+4)               |
| Смешанная эстафета 2×3 км + 2×4 км 13 августа 2006 Протокол | Россия · Евгения Михайлова · Надежда Старик · Анатолий Карпов · Алексей Ковязин | 57.31,5 (0+0) (0+2) (0+0) (0+1) | Латвия · Мадара Лидума · Герда Круминя · Гинтс Розенбергс · Эдгарс Пиксонс | +2.18,9 (0+0) (2+1) (0+0) (1+1) | Чехия · Павла Матьясова · Здена Вейнарова · Любош Шорный · Ярослав Соукуп | +2.21,7 (1+0) (0+2) (0+0) (1+1) |

### Юниоры
| Гонка:                                                      | Золото:                                                                           | Время                     | Серебро:                                                                       | Время                           | Бронза:                                                                  | Время                           |
| Спринт, 4 км мужчины 11 августа 2006 Протокол               | Каспарс Думбрис · Латвия                                                          | 16.22,1 (2+1)             | Нормундс Пунтс · Латвия                                                        | +21,3 (2+0)                     | Даниил Степченко · Эстония                                               | +34,5 (0+2)                     |
| Масс-старт, 6 км мужчины 12 августа 2006 Протокол           | Евгений Пчёлкин · Россия                                                          | 27.12,2 (0+1+1+2)         | Каспарс Думбрис · Латвия                                                       | +12,2 (1+2+3+1)                 | Алексей Катренко · Россия                                                | +25,4 (0+1+4+2)                 |
| Спринт, 3 км женщины 11 августа 2006 Протокол               | Александра Валишина · Россия                                                      | 14.46,7 (1+1)             | Татьяна Белкина · Россия                                                       | +52,4 (1+3)                     | Сирли Ханни · Эстония                                                    | +56,2 (1+0)                     |
| Масс-старт, 5 км женщины 12 августа 2006 Протокол           | Александра Валишина · Россия                                                      | 28.41,7 (0+3+3+2)         | Юлия Неволина · Россия                                                         | +34,7 (1+3+2+4)                 | Вероника Новаковская · Польша                                            | +44,3 (1+4+1+1)                 |
| Смешанная эстафета 2×3 км + 2×4 км 13 августа 2006 Протокол | Россия · Александра Валишина · Юлия Неволина · Алексей Катренко · Евгений Пчёлкин | 59.22,6 (2+0) (3+0) (0+0) | Чехия · Михаэла Балаткова · Вероника Горжейши · Мирослав Томеш · Павел Суханек | +2.05,7 (0+0) (0+1) (0+0) (3+0) | Латвия · Жанна Юшкане · Мария Савлака · Нормундс Пунтс · Каспарс Думбрис | +3.20,7 (1+3) (0+1) (0+0) (0+1) |

## Медальный зачёт

### Общий
| Место | Страна  | Gold medal icon.svg | Silver medal icon.svg | Bronze medal icon.svg | Всего |
| ----- | ------- | ------------------- | --------------------- | --------------------- | ----- |
| 1     | Россия  | 9                   | 5                     | 4                     | 18    |
| 2     | Латвия  | 1                   | 3                     | 2                     | 6     |
| 3     | Чехия   | 0                   | 2                     | 1                     | 3     |
| 4     | Эстония | 0                   | 0                     | 2                     | 2     |
| 5     | Польша  | 0                   | 0                     | 1                     | 1     |

### Взрослые
| Место | Страна | Gold medal icon.svg | Silver medal icon.svg | Bronze medal icon.svg | Всего |
| ----- | ------ | ------------------- | --------------------- | --------------------- | ----- |
| 1     | Россия | 5                   | 3                     | 3                     | 11    |
| 2     | Чехия  | 0                   | 1                     | 1                     | 2     |
| 2     | Латвия | 0                   | 1                     | 1                     | 2     |

### Юниоры
| Место | Страна  | Gold medal icon.svg | Silver medal icon.svg | Bronze medal icon.svg | Всего |
| ----- | ------- | ------------------- | --------------------- | --------------------- | ----- |
| 1     | Россия  | 4                   | 2                     | 1                     | 7     |
| 2     | Латвия  | 1                   | 2                     | 1                     | 4     |
| 3     | Чехия   | 0                   | 1                     | 0                     | 1     |
| 4     | Эстония | 0                   | 0                     | 2                     | 2     |
| 5     | Польша  | 0                   | 0                     | 1                     | 1     |